# Conceveiba guianensis
Pour l’article homonyme, voir Conceveiba.
Espèce
Classification APG III (2009)
Statut de conservation UICN

 LC  : Préoccupation mineure
Synonymes
Selon Tropicos (06 février 2022) :
- Conceveiba hostmanii Benth.
- Conceveiba hostmannii Benth.
- Conceveiba ovata Rich. ex A. Juss.
- Conceveiba simulata Steyerm.
- Conceveiba trigonocarpa Müll. Arg.

Conceveiba guianensis est une espèce de plantes à fleurs de la famille des Euphorbiaceae (famille du ricin). C'est un arbre sud-américain.
Il est connu en Guyane sous les noms de Lebi udu, Kusisi, Agugamu (Nenge tongo), Wakavukamwi (Palikur), Mɨnɨyulã (Wayãpi).
Au Suriname, on le nomme Mabi, Witte hoedoe (Sranan tongo), Mababalli horiraro, Wadiehie koro (Arawak), Peierjan, Talemo méréhé, Harimenango, Jawareran (Karib), Koesoewé ocmattoe, Bakhie bakhie, Necochoeda (Saramaka), ou encore Basra sali ou Man sali.
Au Venezuela, on l'appelle Caniba, Caruana, Cocura, Nicolás, Palo de agua dulce, Palo de mata, Poatoru, et au Guyana Broad leaf hakia (Créole).

## Description
Conceveiba guianensis est un petit arbre haut de 3–15 m, à tronc droit, cylindrique, sans insertion de racine.
Les feuilles sont coriaces ou membraneuses, glabrescente (quelques poils étoilés clairsemés des deux côtés).
Le limbe est long de 9-33 cm pour 4-17(18) cm de large, de forme oblongue-elliptique, à apex caudé-acuminé avec une pointe obtuse, à base obtuse ou brêvement acuminée, avec des dents espacées glanduleuses, 
On observe une paire de petites glandes à la jonction du limbe et du pétiole.
Le pétiole est long de 5 à 15 cm, épais et fléchi près de l'apex.
Les stipules sont caduques.
Les nervures sont pennées.
Les inflorescences staminées (mâles) pyramidales, sont nettement ramifiées, longues de 20 à 30 cm, pubérulentes.
Les bractées biglanduleuses à la base, comportent 3 fleurs subsessiles.
Les fleurs mâles comportent un calice à 3-4 lobes ovales, aigus, et glabres ou glabrescent.
Les 6-8 étamines extérieures sont fertiles, dressées, à filets larges.
Le verticille intérieur de 6-8 étamines est stérile, fléchi, replié, beaucoup plus long que celui extérieur.
Les inflorescences femelles, en racème, à bractées biglandulaires, longues de 6 à 12 cm, atteignent jusqu'à 18 cm au moment de la fructification.
Les pédicelles ont leur base bractéolée.
Les fleurs femelles comportent 5 à 8 sépales, de forme ovale-lancéolé, acuminés, inégaux, pubescents (couvert de minuscules poils étoilés), et alternant avec des glandes disciformes.
L'ovaire oblong-globuleux, obtus à 3 côtes, est tomenteux.
Les styles sont longs de 6-7 mm, courtement connés à la base, persistants et fortement recourbés, très brièvement bifides, la face interne papilleuse à proximité de l'apex.
Le fruit est une capsule ligneuse, subglobuleuse ou largement ellipsoïde, glabrescente (minuscules poils étoilés), trigone (carpelles carénés), longue de (1,8-)2-2,5 cm pour l0,7-1,3(-2) cm de large.
La graines est lisse, longue 1 cm, avec une petite caroncule,,.

## Répartition
On rencontre Conceveiba guianensis du Venezuela au Brésil en passant par le Guyana, le Suriname, la Guyane, l'Équateur, le Pérou et la Bolivie.

## Écologie
Conceveiba guianensis croît dans les forêts sempervirentes primaires ou perturbées du Venezuela, autour de 50–1 000 m d'altitude, et dans le sous-étage des forêts de terre ferme (non inondée) en Guyane, où il fructifie en janvier/février/mars/novembre.
Conceveiba guianensis est consommé par le daguet gris (Mazama gouazoubira) au Suriname.

## Utilisations
Conceveiba guianensis est utilisé comme bois de feu au Guyana.
Les fruits sont comestibles crus.
Le bois de Conceveiba guianensis est mi-lourd (densité : 0,54 à 0,80). Il est de couleur blanc-jaunâtre à l'état frais, puis brunit en s'oxydant à l'air libre.

## Chimie
Conceveiba guianensis a fait l'objet d'études chimiques.
Les feuilles de Conceveiba guianensis contiennent des dérivés d'acide shikimique et d'acide gallique, des flavonoïdes (des O-glycosides de flavonol, et des C-glycosyl flavones, dont l'apigénine 8-C-(2"-galloyl)-bêta-D-glucopyranoside).
Conceveiba guianensis contient aussi des Polyprénols et des Triterpénoïdes

## Protologue
En 1775, le botaniste Aublet propose le protologue suivant : 

« 1. CONCEVEIBA Guianenſis. (Tabula 353.)

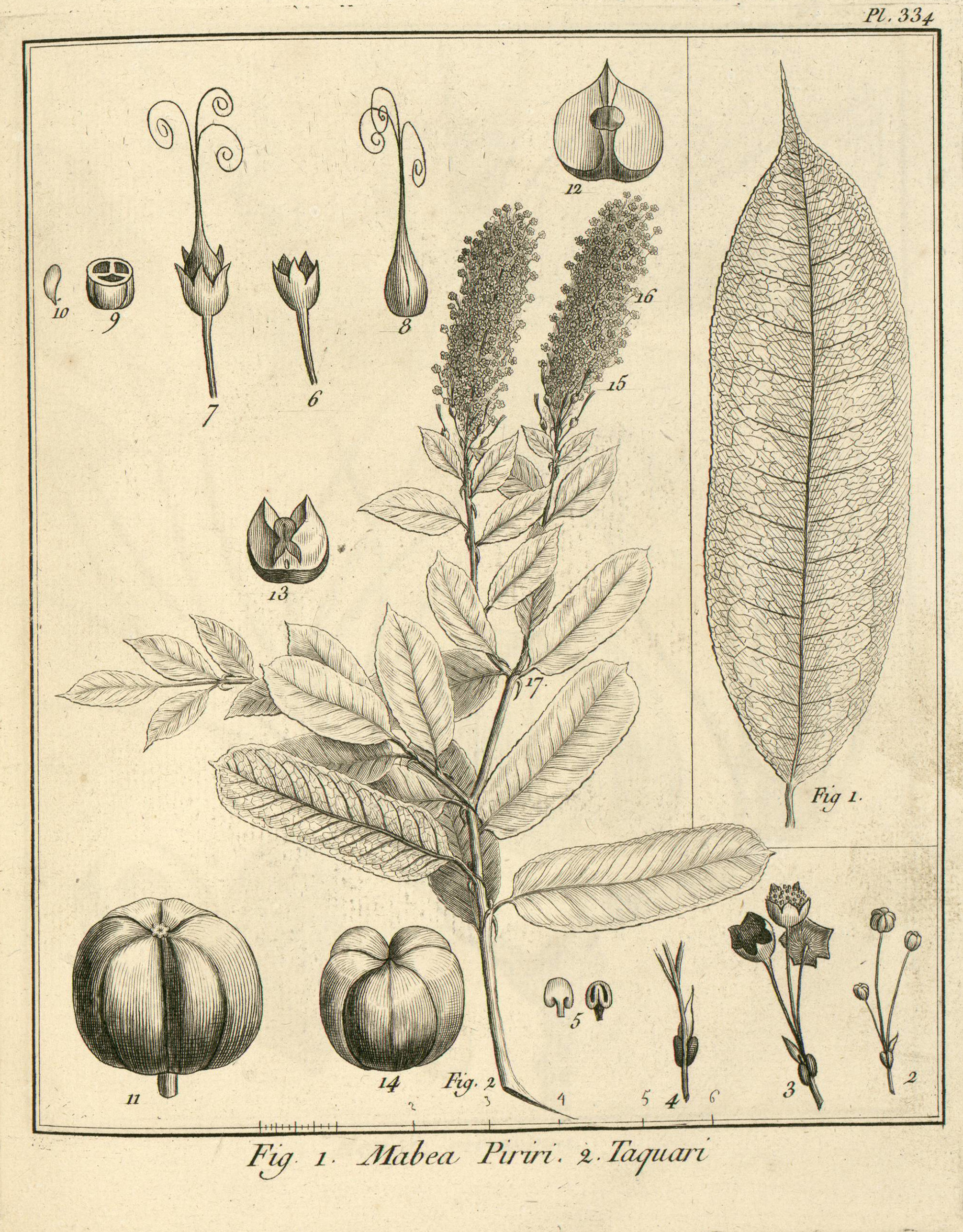
Conceveiba guianensis par Aublet (1775) Planche 353.
1. Épi de fleur femelle. - 2. Partie charnue triangulaire du calice, avec des écailles & trois glandes à ſa baſe. - 3. Calice & piſtil détaches. - 4. Calice & piſtil attachés a une portion d’épi. - 5. Calice & glandes. - 6. Piſtil détache. - 7. Ovaire renverſé, coupe en travers. - 8. Calice dépouillé de ſes diviſions & de ſes glandes. Ovaire dans le centre. - 9. Portion d'épi. Écailles & glandes qui entourent l’attache du corps triangulaire qui porte le calice. - 10. Capſule. - 11. Coque à laquelle on a enlevé une valve, dans laquelle on voit une ſemence couverte d'une ſubſtance blanche & douce qui lui ſert de coëffe. (a) Graine. - 12. Coque vue perpendiculairement. - 13. Graine ſéparée de la matière pulpeuſe qui l'enveloppe. - 14. Stipules.

Arbor mediocris, trunco duodecim-pedali, ramos plures in ſummitate emittens. Folia alterna, ovato-oblonga, denticulata, acuminata, ſupernè glabra, infernè cinerea, petiolata. Stipulæ binæ, exiguæ, deciduæ. Flores ſpicati, terminales, alterni, ſolitarii. Scapus ſpicæ carnoſus, trigonus.
Folia & cortex ramorum vulnerata, ſuccum viridem effundunt.
Florebat, fructumque ferebat Maio.
Habitat ad ripas fluvii Sinémari & amnis Galibienſis.
Nomen Caribæum CONCEVEIBO'. OURBAROUNA à quibuſdam Braſilienſibus appellator.

LE CONCEVEIBE de la Guiane.
C’eſt un arbre de moyenne grandeur, dont le tronc a environ un pied de diamètre, & dix à douze pieds de hauteur. Son Écorce eſt griſe, & ſon bois eſt blanc. Sa tête jette des branches qui ſe répandent en tous ſens, & ſont garnies d'un grand nombre de rameaux, ſur leſquels ſont placées des feuilles qui naiſſent alternativement à des diſtances inégales. Leur pédicule eſt long, garni à ſa baſe de deux stipules qui tombent. Ces feuilles ſont ovales, terminées par une longue pointe, dentelées ſur leurs bords, & partagées par une côte ſaillante en deſſous, d'où partent des nervures alternes & quelquefois preſqu'oppoſées, qui viennent ſe perdre a chaque dentelure. Elles ſont fermés, de couleur verte en deſſus, & blanchâtres en deſſous. Les plus grandes ont cinq pouces & demi de longueur, ſur environ deux pouces de largeur.
Je n'ai rencontré que l'individu femelle. Il étoit en fleur dans le mois de Mai. Je l'ai trouvé enſuite, en Mars & Avril, en fleurs & avec des fruits en parfaite maturité. Ses fruits étoient portés à l'extrémité des rameaux, ſur une petite tige triangulaire, charnue, de trois pouces de long, qui, à ſa naiſſance, étoit comme articulée, garnie de quelques écailles qui tombent.
Les fleurs formoient, par leur compoſition, un épi. Chaque fleur a un calice charnu, triangulaire, qui naît de la tige entre trois groſſes glandes, qui a environ deux lignes de longueur, & eſt diviſé à ſon ſommet en cinq parties aiguës, charnues : & à la baſe de chaque division il y a intérieurement une glande appliquée contre l'ovaire.
Celui-ci eſt charnu, triangulaire, ſurmonté de trois stigmates larges, recourbés en dedans, marqués d'un ſillon qui les partage comme en deux portions. 
L'ovaire, en muriſſant, devient une coque ferme, ſèche, triangulaire, marquée de trois côtes ſaillantes, & de trois ſillons. Elle s'ouvre en trois valves qui chacune ſe diviſent en deux. Chaque loge contient une graine ſemblable à celle du raiſin, mais recouverte & enveloppée d'une matière pulpeuſe, blanche, douce, & bonne à manger. 
Pour peu qu'on entame l'écorce de cet arbre, ou qu'on arrache des feuilles, il en découle un ſuc verdâtre. 
II croît au bord des rivières de Sinémari, de la crique des Galibis, à environ cinquante lieues du bord de la mer. 
Cet arbre croît auſſi au Pérou. M. Joſeph de Juſſieu en a apporté dans ſon herbier de très beaux rameaux garnis de fleurs femelles. Il n'a jamais rencontré l’individu mâle, telle pénible recherche qu’il ait faite pour le découvrir. 
Cet arbre eſt nommé CONCEVEIBO par les Galibis, & OUBAROUNA par les Braſiliens. »

— Fusée-Aublet, 1775.